# جوشوا ماير
جوشوا ماير (بالإنجليزية: Joshua Meyer)‏ هو رسام وفنان أمريكي، ولد في 1974.